# Campeonato Mundial de Atletismo em Pista Coberta de 2014 - Heptatlo masculino
A prova do heptatlo masculino do Campeonato Mundial de Atletismo em Pista Coberta de 2012 foi disputada entre 7 e 8 de março na Ergo Arena em Sopot, na Polônia.

## Recordes
Antes desta competição, os recordes mundiais e do campeonato nesta prova eram os seguintes:
|    | Nome         | Nacionalidade  | Pontos   | Local             | Data                |
| -- | ------------ | -------------- | -------- | ----------------- | ------------------- |
| WR | Ashton Eaton | Estados Unidos | 6645 pts | Istambul, Turquia | 10 de março de 2012 |
| CR | Ashton Eaton | Estados Unidos | 6645 pts | Istambul, Turquia | 10 de março de 2012 |

## Medalhistas
| Ouro               | Prata                   | Bronze                        |
| Ashton Eaton (USA) | Andrei Krauchanka (BLR) | Thomas van der Plaetsen (BEL) |

## Cronograma
| Data       | Hora  | Evento                  |
| ---------- | ----- | ----------------------- |
| 7 de março | 12:10 | 60 metros               |
| 7 de março | 13:05 | Salto em distância      |
| 7 de março | 18:30 | Arremesso de peso       |
| 7 de março | 19:55 | Salto em altura         |
| 8 de março | 10:00 | 60 metros com barreiras |
| 8 de março | 11:00 | Salto com vara          |
| 8 de março | 19:20 | 1000 m                  |
| 8 de março | 19:20 | Classificação final     |

## Resultados

### 60 metros
| Colocação | Faixa | Atleta                  | Nacionalidade  | Resultado | Pontos | Notas |
| --------- | ----- | ----------------------- | -------------- | --------- | ------ | ----- |
| 1         | 8     | Ashton Eaton            | Estados Unidos | 6.66      | 1007   | PB    |
| 2         | 3     | Damian Warner           | Canadá         | 6.75      | 973    | PB    |
| 3         | 1     | Oleksiy Kasyanov        | Ucrânia        | 6.88      | 925    | SB    |
| 4         | 7     | Eelco Sintnicolaas      | Países Baixos  | 7.01      | 879    | SB    |
| 5         | 5     | Kai Kazmirek            | Alemanha       | 7.02      | 875    | PB    |
| 6         | 2     | Andrei Krauchanka       | Bielorrússia   | 7.12      | 840    | SB    |
| 7         | 6     | Thomas van der Plaetsen | Bélgica        | 7.13      | 837    | PB    |
| 8         | 4     | Pascal Behrenbruch      | Alemanha       | 7.23      | 802    | SB    |

### Salto em distância
| Colocação | Atleta                  | Nacionalidade  | #1   | #2   | #3   | Resultado | Pontos | Notas | Pontuação geral 2/7 |
| --------- | ----------------------- | -------------- | ---- | ---- | ---- | --------- | ------ | ----- | ------------------- |
| 1         | Ashton Eaton            | Estados Unidos | 5.90 | 7.78 | 7.77 | 7.78      | 1005   | SB    | 2012                |
| 2         | Thomas van der Plaetsen | Bélgica        | 6.08 | 7.44 | 7.67 | 7.67      | 977    |       | 1814                |
| 3         | Oleksiy Kasyanov        | Ucrânia        | 7.38 | 7.54 | 7.53 | 7.54      | 945    |       | 1870                |
| 4         | Andrei Krauchanka       | Bielorrússia   | 7.31 | 7.37 | 7.46 | 7.46      | 925    |       | 1765                |
| 5         | Kai Kazmirek            | Alemanha       | 7.44 | 7.31 | 7.38 | 7.44      | 920    |       | 1795                |
| 6         | Damian Warner           | Canadá         | 6.67 | 7.27 | 7.31 | 7.31      | 888    | SB    | 1861                |
| 7         | Eelco Sintnicolaas      | Países Baixos  | 7.11 | 7.14 | 6.88 | 7.14      | 847    |       | 1726                |
| 8         | Pascal Behrenbruch      | Alemanha       | 6.45 | 6.83 | 7.06 | 7.06      | 828    | SB    | 1630                |

### Arremesso de peso
| Colocação | Nome                    | Nacionalidade  | #1    | #2    | #3    | Resultado | Pontos | Notas | Classificação geral 3/7 |
| --------- | ----------------------- | -------------- | ----- | ----- | ----- | --------- | ------ | ----- | ----------------------- |
| 1         | Pascal Behrenbruch      | Alemanha       | 15.28 | 15.24 | 15.50 | 15.50     | 820    | SB    | 2450                    |
| 2         | Andrei Krauchanka       | Bielorrússia   | 14.51 | 14.66 | 15.42 | 15.42     | 816    | PB    | 2581                    |
| 3         | Oleksiy Kasyanov        | Ucrânia        | 15.41 | 14.71 | x     | 15.41     | 815    | SB    | 2685                    |
| 4         | Ashton Eaton            | Estados Unidos | 14.61 | 14.82 | 14.88 | 14.88     | 782    |       | 2794                    |
| 5         | Eelco Sintnicolaas      | Países Baixos  | 13.88 | 14.08 | 14.39 | 14.39     | 752    |       | 2478                    |
| 6         | Thomas van der Plaetsen | Bélgica        | 13.95 | 13.12 | 14.32 | 14.32     | 748    | PB    | 2562                    |
| 7         | Kai Kazmirek            | Alemanha       | 12.74 | 14.00 | 14.06 | 14.06     | 732    | PB    | 2527                    |
| 8         | Damian Warner           | Canadá         | 13.86 | 13.72 | x     | 13.86     | 720    | SB    | 2581                    |

### Salto em altura
| Colocação | Atleta                  | Nacionalidade  | Resultado | Pontos | Notas | Classificação geral 4/7 |
| --------- | ----------------------- | -------------- | --------- | ------ | ----- | ----------------------- |
| 1.        | Andrej Krauczanka       | Bielorrússia   | 2,21      | 1002   | CHB   | 3583                    |
| 2.        | Thomas Van der Plaetsen | Bélgica        | 2,12      | 915    | SB    | 3477                    |
| 3.        | Ashton Eaton            | Estados Unidos | 2,06      | 859    | SB    | 3653                    |
| 4.        | Ołeksij Kasjanow        | Ucrânia        | 2,03      | 831    |       | 3516                    |
| 5.        | Kai Kazmirek            | Alemanha       | 2,03      | 831    |       | 3358                    |
| 6.        | Eelco Sintnicolaas      | Países Baixos  | 2,03      | 831    | SB    | 3309                    |
| 7.        | Damian Warner           | Canadá         | 2,00      | 803    | SB    | 3384                    |
| 8.        | Pascal Behrenbruch      | Alemanha       | 1,94      | 749    | SB    | 3199                    |

### 60 metros com barreiras
| Colocação | Faixa | Atleta                  | Nacionalidade  | Resultado | Pontos | Notas | Classificação geral 5/7 |
| --------- | ----- | ----------------------- | -------------- | --------- | ------ | ----- | ----------------------- |
| 1         | 3     | Ashton Eaton            | Estados Unidos | 7.64      | 1074   | CHB   | 4727                    |
| 2         | 6     | Damian Warner           | Canadá         | 7.70      | 1059   |       | 4443                    |
| 3         | 1     | Oleksiy Kasyanov        | Ucrânia        | 7.85      | 1020   | PB    | 4536                    |
| 4         | 5     | Eelco Sintnicolaas      | Países Baixos  | 8.05      | 969    | SB    | 4278                    |
| 5         | 8     | Kai Kazmirek            | Alemanha       | 8.07      | 964    |       | 4322                    |
| 6         | 7     | Andrei Krauchanka       | Bielorrússia   | 8.10      | 957    | SB    | 4540                    |
| 7         | 2     | Thomas van der Plaetsen | Bélgica        | 8.16      | 942    |       | 4419                    |
| 8         | 4     | Pascal Behrenbruch      | Alemanha       | 8.19      | 935    |       | 4134                    |

### Salto com vara
| Colocação | Atleta                  | Nacionalidade  | Resultado | Pontos | Notas | Classificação geral 6/7 |
| --------- | ----------------------- | -------------- | --------- | ------ | ----- | ----------------------- |
| 1.        | Eelco Sintnicolaas      | Países Baixos  | 5,40      | 1035   | SB    | 5313                    |
| 2.        | Thomas Van der Plaetsen | Bélgica        | 5,20      | 972    |       | 5391                    |
| 3.        | Ashton Eaton            | Estados Unidos | 5,20      | 972    |       | 5699                    |
| 3.        | Kai Kazmirek            | Alemanha       | 5,20      | 972    | PB    | 5294                    |
| 5.        | Andrej Krauczanka       | Bielorrússia   | 5,00      | 910    |       | 5450                    |
| 6.        | Pascal Behrenbruch      | Alemanha       | 4,80      | 849    | SB    | 4983                    |
| 7.        | Damian Warner           | Canadá         | 4,60      | 790    | SB    | 5233                    |
| 8.        | Ołeksij Kasjanow        | Ucrânia        | 4,50      | 760    | SB    | 5296                    |

### 1000 metros
| Colocação | Atleta                  | Nacionalidade  | Resultado | Pontos | Notas | Classificação geral 7/7 |
| --------- | ----------------------- | -------------- | --------- | ------ | ----- | ----------------------- |
| 1         | Ashton Eaton            | Estados Unidos | 2:34.72   | 933    | SB    | 6632                    |
| 2         | Damian Warner           | Canadá         | 2:37.98   | 896    | PB    | 6129                    |
| 3         | Eelco Sintnicolaas      | Países Baixos  | 2:38.98   | 885    | SB    | 6198                    |
| 4         | Oleksiy Kasyanov        | Ucrânia        | 2:39.44   | 880    | NR    | 6176                    |
| 5         | Kai Kazmirek            | Alemanha       | 2:39.51   | 879    | PB    | 6173                    |
| 6         | Thomas van der Plaetsen | Bélgica        | 2:40.50   | 868    | PB    | 6259                    |
| 7         | Andrei Krauchanka       | Bielorrússia   | 2:41.88   | 853    | SB    | 6303                    |
| 8         | Pascal Behrenbruch      | Alemanha       | DNF       | 0      |       | 4983                    |

### Classificação final
| Colocação         | Atleta                  | Nacionalidade  | Pontuação final | Notas |
| ----------------- | ----------------------- | -------------- | --------------- | ----- |
| Medalha de ouro   | Ashton Eaton            | Estados Unidos | 6632            | WL    |
| Medalha de prata  | Andrej Krauczanka       | Bielorrússia   | 6303            | NR    |
| Medalha de bronze | Thomas Van der Plaetsen | Bélgica        | 6259            | NR    |
| 4.                | Eelco Sintnicolaas      | Países Baixos  | 6198            |       |
| 5.                | Ołeksij Kasjanow        | Ucrânia        | 6176            | SB    |
| 6.                | Kai Kazmirek            | Alemanha       | 6173            | PB    |
| 7.                | Damian Warner           | Canadá         | 6129            | PB    |
| 8.                | Pascal Behrenbruch      | Alemanha       | 4983            | SB    |

Legenda
| Recorde mundial       | Recorde mundial (World record)               |                       | Recorde africano                      | Recorde africano (African) |                                           | Q | Classificado por posição (Qualified) |
| Recorde do campeonato | Recorde do campeonato (Championship record)  | Recorde da América    | Recorde da América (Americas)         | q                          | Classificado por melhor tempo (Qualified) |   |                                      |
| Melhor marca do ano   | Melhor marca do ano (World leading)          | Recorde asiático      | Recorde asiático (Asian)              | DNS                        | Não largou (Did not start)                |   |                                      |
| Recorde nacional      | Recorde nacional (National record)           | Recorde europeu       | Recorde europeu (European)            | DNF                        | Não terminou (Did not finish)             |   |                                      |
| Recorde pessoal       | Recorde pessoal do atleta (Personal best)    | Recorde da Oceania    | Recorde da Oceania (Oceania)          | DSQ / DQ                   | Desclassificado (Disqualified)            |   |                                      |
| Recorde da temporada  | Recorde da temporada do atleta (Season best) | Recorde sul-americano | Recorde sul-americano (South America) | NM                         | Sem marca (No mark)                       |   |                                      |